# Alyxia evansii
Alyxia evansii är en oleanderväxtart som beskrevs av D.J.Middleton. Alyxia evansii ingår i släktet Alyxia och familjen oleanderväxter. Inga underarter finns listade i Catalogue of Life.